# Франклинс Бургер
«Франклинс Бургер» — российская сеть ресторанов, которая работает в формате быстрого питания. Компания основана в 2012 году. Точки сети открыты на фудкортах в торговых центрах. Главный офис расположен в Москве.

## История
Первая точка Франклинс Бургер открылась в 2012 году в ТЦ «Золотой Вавилон», второй была открыта точка в ТЦ «Калейдоскоп». В 2014 году произошёл ребрендинг. В 2016—2017 годах рестораны начали показывали рост в 60 %, в связи с этим в 2017 году были открыты два ресторана в ТЦ «Авиапарк» и ТЦ «Охотный ряд» в Москве.
Основное развитие сети началось в 2018 году, когда президентом и совладельцем «Франклинс Бургер» стал Яков Пеер, имеющий магистерскую степень в CASS Business School.
В 2022 году после ухода с российского рынка «больших игроков» фастфуда, которые забирали 30 — 40 % общей выручки, показатели «Франклинс Бургер» выросли вдвое. По данным на конец 2022 года в Москве и Московской области работало 20 ресторанов и был открыт первый ресторан в Санкт-Петербурге. На конец 2023 года — в сети насчитывается 30 ресторанов.

## Деятельность
Основной продукцией сети являются бургеры, в дополнение к ним посетителям предоставляется выбор закусок, роллов и картофеля фри. Главной идеей «Франклинс Бургер» стало приготовление блюда только после поступления заказа, использование только охлажденного мяса и свежих булок. Булки для бургеров выпекаются в течение дня на каждой точке индивидуально. Меню «Франклинс Бургер» включает в себя несколько видов бургеров с говядиной, курицей или рыбой, а также закуски: картофель фри, наггетсы, сырные палочки и куриные крылья.
Оборот компании в 2021 году составил 555 млн рублей. Выручка во втором квартале 2022 года оказалась на 156,8 % больше, чем в такой же прошлогодний период. В 2022 году оборот компании превысил 1 млрд рублей.
Ежедневно сеть «Франклинс Бургер» обслуживает 8 000 человек на фудкортах и 600 заказов на доставку онлайн. За год сеть посещает 3 млн посетителей. Рестораны принимают заказы по 9 бургеров в минуту.